# Cahuazas
Cahuazas también conocido como Hacienda de Cahuazas, es una localidad de México perteneciente al municipio de Chapulhuacán en el estado de Hidalgo.

## Geografía
Se encuentra en la región de la Huasteca, a la localidad le corresponden las coordenadas geográficas 21° 8’ 19.343” de latitud norte y 99° 51’ 2.701” de longitud oeste, con una altitud de 264 m s. n. m. Se encuentra a una distancia aproximada de 5.46 kilómetros al sureste de la cabecera municipal, Chapulhuacán.
En cuanto a fisiografía se encuentra dentro de las provincia del Sierra Madre Oriental, dentro de la subprovincia de Carso Huasteco; su terreno es de sierra y lomerío. En lo que respecta a la hidrografía se encuentra posicionado en la región del río Panuco, dentro de la cuenca del río Moctezuma, en la subcuenca del río Amajac. Cuenta con un clima semicálido húmedo con lluvias todo el año.

## Demografía
En 2020 registró una población de 793 personas, lo que corresponde al 3.46 % de la población municipal. De los cuales 395 son hombres y 398 son mujeres. Tiene 214 viviendas particulares habitadas.
| Gráfica de evolución demográfica de Cahuazas entre 1900 y 2020                               |
|                                                                                              |
| Población de los censos y conteos del Instituto Nacional de Estadística y Geografía (INEGI). |

## Economía
La localidad tiene un grado de marginación alto y un grado de rezago social bajo.